# Ludwig Reichling
Ludwig Reichling (* 30. Dezember 1889 in Ludwigshafen am Rhein; † 10. März 1964 ebenda) war ein deutscher Politiker (CDU).

## Leben
Reichling war Architekt und als Baumeister bei der BASF tätig. 1919 trat er dem Zentrum bei und wurde 1925 Vorsitzender in Ludwigshafen-Nord. Von 1929 bis 1933 wurde er in den Stadtrat von Ludwigshafen am Rhein gewählt. Nach dem Zweiten Weltkrieg war er erneut von 1946 bis 1960 Mitglied des Stadtrats und hatte den Vorsitz der CDU-Fraktion inne. Von 1947 bis 1958 war er Kreisvorsitzender seiner Partei und von 1947 bis 1959 gehörte er als Abgeordneter dem rheinland-pfälzischen Landtag an.